# المراكب في مصر القديمة
مصر القديمة لها حضارة عظيمة من اهم مظاهرها نهر النيل الذى كان طريق الملاحة الرئيسى في مصر القديمة وكان الناس يذهبون في كل مكان عن طريق انواع مخلفة من المراكب والسفن المتعددة الأحجام

## مراكب الصيد في مصر القديمة

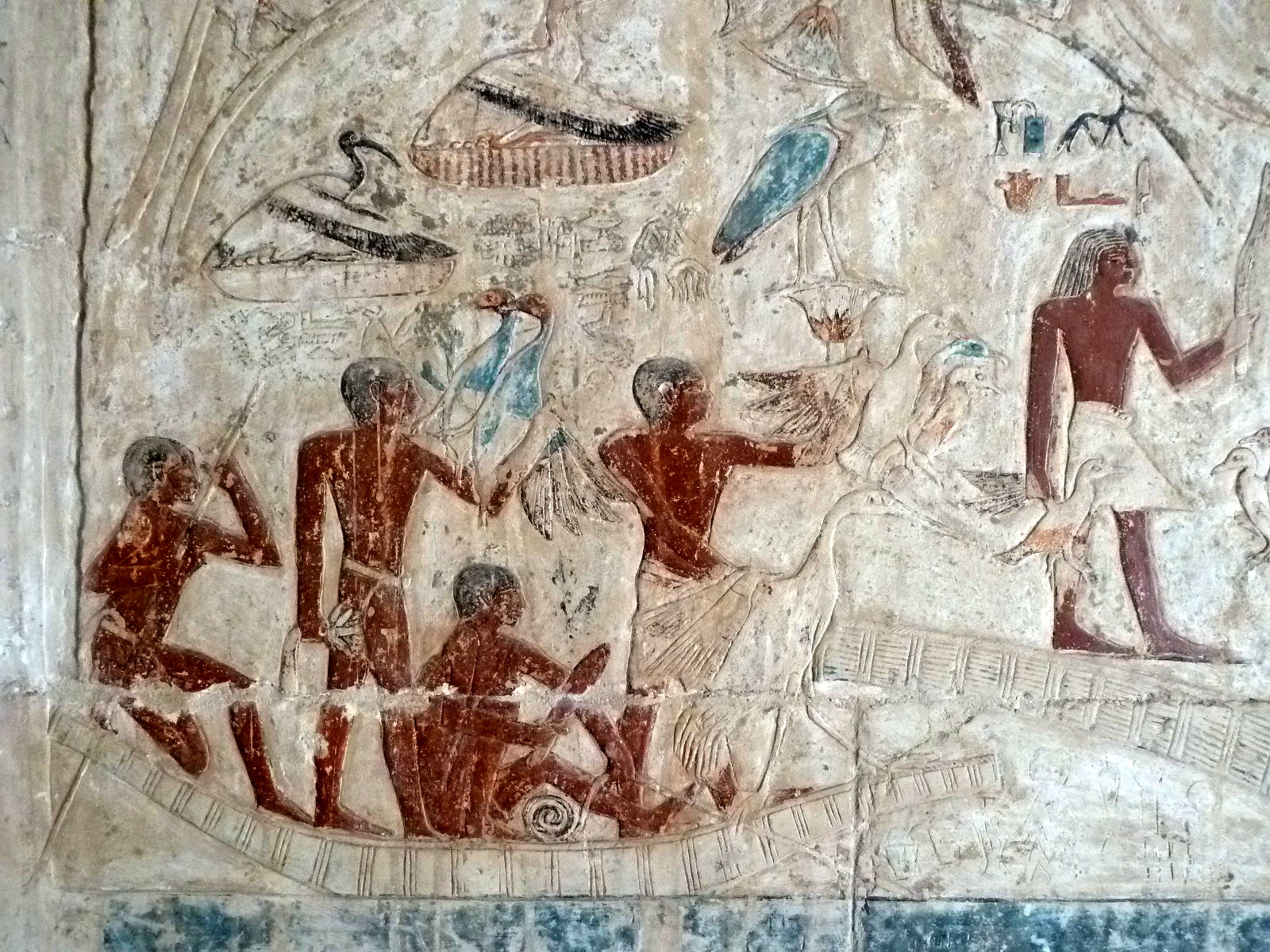
مراكب الصيد في مصر الفرعونية

بالرغم ان الأطعمة كانت متوفرة في مصر القديمة بفضل الزراعة الا ان المصريون كانو يخرجون لصيد السمك بمراكب بسيطة مصنوعة من البوص لصيد السمك واحيانا كانت تخرج فرق لصيد افراس النهر حيث كانت تشكل خطرا كبيرا على الناس في المراكب وعلى المحاصيل الزراعية في اليابس كما كان المصريون يصطادون الطيور البرية مثل مالك حزين والأوز البرى

## مراكب الصفوة والخاصة
كات الأشجار نادرة في مصرالقديمة الصحراوية وكان المركب الشرعى الذى له عمود خشبى دليلا على عظم المكانة وعلو الشان وكانت العمدان تصنع من خشب السنط والشراع من البردى وبنهاية القارب من الناحيتين حزم من نبات البردى مربوطة بالحبال كما كان بها مقصورات تحمى ملاكها من الشمس

## المراكب جنائزى
أما المراكب الجنائزية فكانت تستخدم لنقل المتوفى إلى مقبرته بعد الانتهاء من التحنيط من الشرق إلى الغرب، وظهر نوع آخر له دلاله رمزيه كان يطلق عليه مراكب الشمس حيث أوحت رحلة الشمس اليومية لظهور الأساطير التي تمثل الإله رع وهو يبحر بسفينته النهارية في السماء حتى المساء ثم يركب سفينته المسائية لتبحر به في العالم السفلى ومن أمثلتها مراكب الشمس ومنها

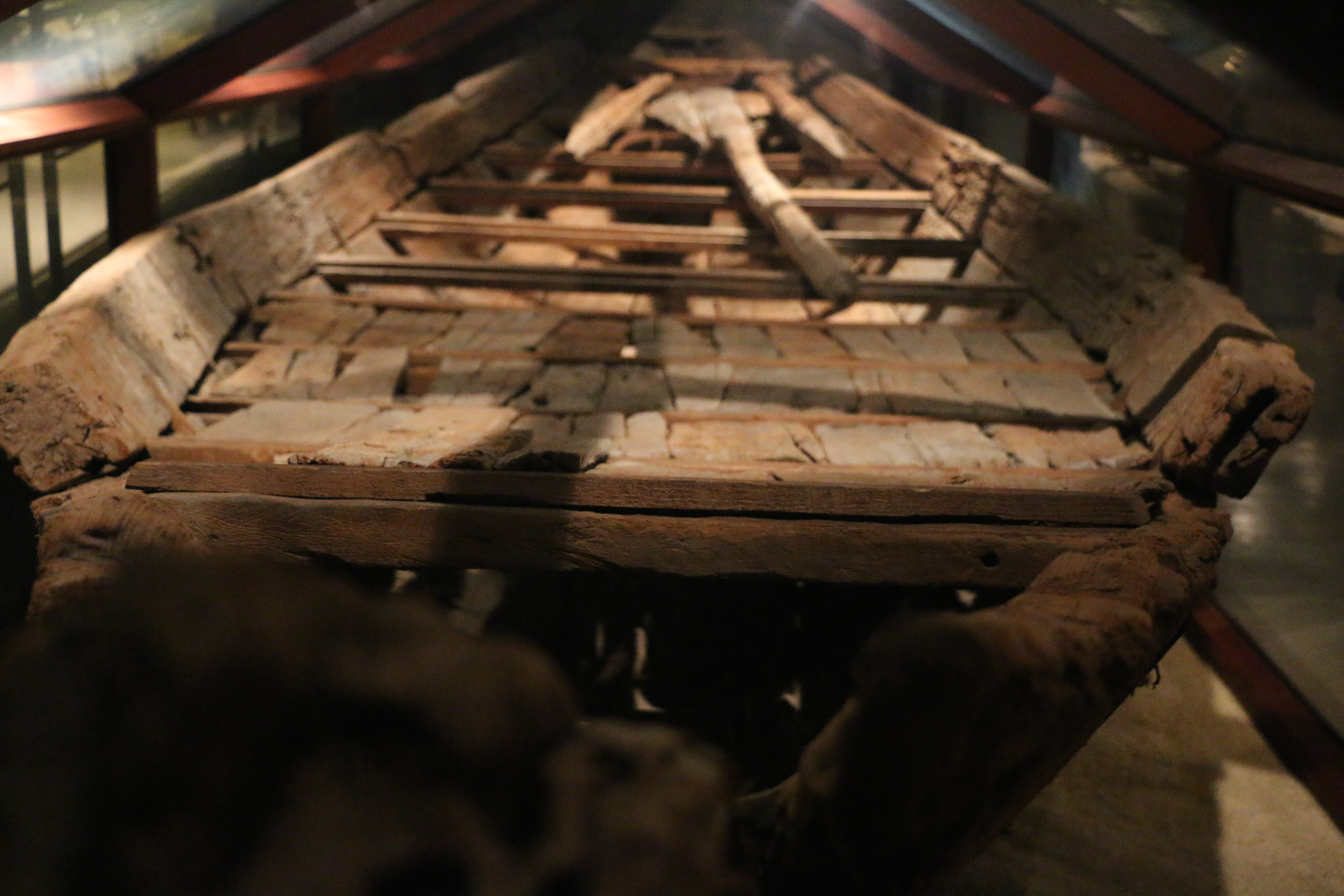
المراكب الجنائزية في مصر الفرعونىة

- مركب خوفو الأولى
- مركب خوفو الثاني
- مركب حتب حرس
- مركب الكا
- مراكب خوفو الأخرى
- مركب خنتكاوس الثانى
- مراكب خفرع
- مركب نيسيرع إني
- مركب دن
- مركب دجدفري
- مركب نفركارع
- مركب نفرإفري
- مركب بتاح شيبسيس
- مراكب حور أحا
- مراكب خاسيخيموي
- مراكب سنوسرت الثالث
- مركب أمنمحات الثالث
- مراكب الأسرة الأولي بسقارة
- مراكب كاجمني
- مراكب أوناس
- مركب طرخان
- مراكب حلوان
- مركب سنوسرت الأول
- مركب أمنمحات الأول
- مركب إيمحوتب

## انواع أخرى من المراكب
- السفن الحربية وكانت مصر اول من اقامت أسطول حربى فى التاريخ
- سفن الشحن التى كانت تحمل التماثيل والأحجار الكبيرة اللازمة للبناء
- سفن تجارية التى كانت تحمل البضائع من مصر واليها
- سفن للتنزه وكان يستخدمها المصريون القدماء فى التنزه
- السفن الشراعية كان يستخدمها المصريون القدماء للسفر فى مسافات طويلة[1][2][3]